# トカゲ特撮
トカゲ特撮（トカゲとくさつ）とは、本物のトカゲやワニに作り物の角やヒレをつけ（あるいはそのまま）、恐竜などといった巨大生物に見せかけて撮影する方法。バッタや猫、人間などをセットや写真上に配置し巨大生物に見立てるという、バート・I・ゴードンが好んで使用した技法のバリエーション。同じセット撮影でも人形アニメに比して、質はともかく撮影期間が短く済む場合があるというメリットがある。
着ぐるみや人形アニメと並ぶ恐竜映画などを製作する手法の1つ。安上がりなため1940～70年代初頭まで欧米で制作された。『ロボット・モンスター』など『紀元前百万年』の流用作品が多いため、実質的には『大蜥蜴の怪』など映画を4本視聴すれば制覇したも同然と眠田直は主張している。現在は動物愛護の観点から、まず使われることのない技術である。

## トカゲ特撮を使用あるいは流用している作品
- 先史時代 (1914)[3]
- ザ・シークレット・オブ・ザ・ロッホ  (1934)
- 紀元前百万年（1940年)
- ターザン砂漠へ行く (1943)[4]
- 有史前の女 (1950) 本物の鳥を翼竜に見立てている
- 失われた世界 (1951) 映像は紀元前百万年の流用
- 燃える大陸（1951年）一部のみトカゲ特撮で後はモデル
- 美人島の巨獣（1952年）映像は紀元前百万年の流用
- ロボット・モンスター (1953) 映像は紀元前百万年の流用
- 恐竜王（1955年)
- 知られざる土地（1957年）一部のみトカゲ特撮で後はモデル
- 終末の兆し (1957) バッタを直接セットに置くことで、核実験により巨大化した生物を表現した
- 恐怖の獣人 (1958)
- 大蜥蜴の怪（1959年）
- 地底探検 (1959年の映画)（1959年）
- 失われた世界 (1960年の映画)（1960年)
- バリー・オブ・ザ・ドラゴンズ (1961) 映像は紀元前百万年の流用
- アベンチュラ・アル・セントロ・デ・ラ・ティエラ (1965) 映像は紀元前百万年の流用
- 巨人の村 (1965) 実験により巨大化したアヒルとして使用
- 恐竜100万年（1966年）紀元前百万年のリメイク。恐竜はいずれも人形アニメで撮影されているが、冒頭とラストに合成撮影した巨大トカゲが出てくる。
- ラ・イスラ・デ・ロス・ディノサウリオス (1967) 映像は紀元前百万年の流用
- ワン・ミリオン・AC/DC (1969) 映像は紀元前百万年の流用
- ホラー・オブ・ザ・ブラッド・モンスターズ (1970) 映像は紀元前百万年の流用
- 恐竜時代 (1970) 映像は失われた世界(1960)の流用
- 巨大生物の島 (1976)
- 巨大蟻の帝国 (1977)

「ジャングル・ジム」・「タイムトンネル」その他の過去のテレビドラマでも、時には上記のような映画のフィルムを流用するなどして用いられた。